# Mugilogobius fusca
Mugilogobius fusca är en fiskart som först beskrevs av Herre, 1940.  Mugilogobius fusca ingår i släktet Mugilogobius och familjen smörbultsfiskar. Inga underarter finns listade i Catalogue of Life.